# Карл II (Мюнстерберг-Оелс)
Карл II фон Мюнстерберг-Оелс (на немски: Karl II von Münsterberg-Oels; Karl II. von Münsterberg; Karl II von Podiebrad, Karl II von Oels; на чешки: Karel II. z Minsterberka; * 15/25 април 1545, Оелс; † 28 януари 1617, Олешница/Оелс) от бохемския род Подебради, е от 1548 г. херцог на Мюнстерберг, херцог на Олешница/Оелс (1565 – 1617), херцог на Бернщат (1604 – 1617) и граф на Глац (Клодзко в Полша). От 1608 до 1617 г. е „оберландесхауптман“ на Силезия при императорите Рудолф II и Матиас.

## Живот
Той е най-малкият син на херцог Хайнрих II фон Мюнстерберг-Оелс (1507 – 1548) и втората му съпруга Маргарета фон Мекленбург (1515 – 1559), дъщеря на херцог Хайнрих V фон Мекленбург и втората му съпруга Хелена фон Пфалц. По-големият му брат Хайнрих III (1542 – 1587) е от 1548 г. херцог на Мюнстерберг, херцог на Бернщат (1565 – 1574).
През 1561 г. Карл II заедно със своя дворцов майстер и своя домашен учител отива да учи във Виена, където живее в двора на император Фердинанд I. След смъртта му през 1565 г. той е още шест години в двора на император Максимилиан II, когото придружава във всички имперски събрания също в Унгария и други пътувания.
След смъртта на чичо му Йохан фон Подебрад 1565 г. Карл наследява княжеството Оелс.

## Фамилия
Първи брак: 17 септември 1570 г. с фрайин Катарина Беркова-Дубе (* 24 април 1553; † 31 март 1583, погребана в Оелс), дъщеря на фрайхер Ян/Йохан Венцел фон Берка († сл. 1551) и фрайин Магдалена фон Циротин († 1562).  Tе имат две деца:
- Хайнрих Венцел „Стари“ (* 27 август 1575; † 10 октомври 1591, Рим, погребан в Оелс).
- Маргарета Магдалена (* 13 май 1578; † 14 май 1578, погребана в Оелс).

Втори брак: 21/30 септември 1585 г. в Бриг с Елизабет Магдалена фон Бриг от Силезия-Легница (* 17 ноември 1562; † 1 февруари 1630, погребана в Оелс), дъщеря на херцог Георг II фон Бриг (1523 – 1586) и Барбара фон Бранденбург (1527 – 1595). Те имат децата:
- Георг (* 31 август 1587; † 14 ноември 1587, погребан в Оелс)
- Карл (8 Жан 1590; † 20 май 1590, погребан в Оелс)
- Хайнрих Венцел (* 7 октомври 1592, дворец Филгут при Оелс, Силезия; † 21 август 1639, вер. в Бернщат), херцог на Бернщат (1617 – 1639), женен I. на 7 ноември 1617 г. в Оелс за пфалцграфиня Анна Магдалена фон Пфалц-Велденц (* 19 март 1602, Лаутерекен; † 20 август 1630, Бернщат), II. на 26 август 1636 г. за Анна Урсула фон Райбниц († 1 януари 1648)
- Карл Фридрих I (* 18 октомври 1593, Оелс; † 31 май 1647, Оелс, погребан в Оелс), последният мъж от Мюнстербергската линия на Подибрад в Оелс, от 1617 г. херцог на Оелс, Мюнстерберг, 1639 г. наследява брат си като херцог на Бернщат и граф на Клодзко/Глац, женен I. на 24 ноември 1618 г. (4 декември 1618) в Оелс за принцеса Анна София фон Саксония-Алтенбург (* 3 февруари 1598; † 20 март 1641), II. на 2 декември 1642 г. във Вроцлав за херцогиня София Магдалена фон Бриг (* 14 юни 1624; † 8 май 1660)
- Барбара Маргарета (* 10 август 1595; † 21 ноември 1652, погребана в Оелс)
- Георг Йоахим (* 18 ноември 1597; † 21 юли 1598, погребан в Оелс)
- Елизабет Магдалена (* 29 май 1599; † 4 ноември 1631, погребана в Легница), омъжена на 25 ноември 1624 г. за херцог Георг Рудолф фон Легница (* 12 януари 1595; † 14 януари 1653)
- София Катарина (* 2 септември 1601; † 21 март 1659, погребана в Бриг), омъжена на 22 февруари 1638) за херцог Георг III фон Бриг-Легница (* 4 септември 1611; † 4/14 юни или юли 1664)